# Морион (шлем)
Морион (шп. morrión) је врста лаког, отвореног војничког шлема који се користио у 16. и 17. веку.

## Карактеристике
Развој ватреног оружја и доминација пешадије на бојиштима раног новог века довела је до развоја лаких, отворених шлемова за пешадију почетком 16. века. Морион, пореклом из Шпаније, настао еволуцијом средњовековног гвозденог шешира (енгл. kettle hat), који је био популарна заштита међу сиромашнијим ратницима. Морион се у најпростијем облику састојао од полулоптасте гвоздене (или челичне) капе са уским, надоле закошеним ободом, повијеним навише спреда и позади како не би сметао погледу војника. Шлем је најчешће на темену, по дужини, имао висок челични гребен (енгл. comb morion), и ремен којим се везивао испод браде.

## Употреба
Овакав шлем је носила пешадија, нарочито јединице наоружане стрелама и мускетама, пошто је стрелцима отворени шлем олакшавао нишањење. У 17. веку морион су носили пешаци-копљаници, често са додатним штитницима за врат и образе (енгл. pikeman's pot), док су мускетари овог времена  већином напустили ношење шлемова у корист обичних шешира у тридесетогодишњем рату (1618-1648) и енглеском грађанском рату (1642-1651).

## Укидање
Увођењем бајонета и укидањем копљаника крајем 17. века, пешадијски шлемови су изашли из употребе све до Првог светског рата (1914-1918).